# 軍事凱因斯主義
軍事凱因斯主義（英語：Military Keynesianism）是一種政府政策，利用大規模投資軍備來帶動經濟發展，再利用戰爭使用軍備奪取外國資源，或恐嚇外國交出資源，另一方面也可賣出武器賺取有形利益或煽動別國內戰獲取無形利益；從而形成一種壯大自身的輪迴。

## 正面意見
- 很多民間科技產品早期都是來自軍用研發專案，所以能促進科技研發，因為很多先進科技在早期階段都成本過高沒有市場效益，但是戰場上以戰爭勝敗和死傷為考量的前提下可以容忍沒有經濟效益但是有用的高價先進科技，讓它們有一個茁壯的溫床直至發展成熟到成本降低能進入一般市場為止。
- 軍隊中很多工作所需技能不高，或是可以入伍後再訓練學習，可以吸納大量中低學歷的就業人口；而就算是現代高科技武器，雖然需要較高技能者、而非中低學歷者，但目前就業市場供過於求的是可以操作保養高科技武器的高學歷但非頂尖的人口，而且軍隊比較會吸收的人力資源是供過於求的男性人力；因此可以減低失業率和社會不安定因素。
- 如果不發展軍備，會造成敵對國搶奪資源破壞機會的問題，對國民福祉反而有害；而且雖然說與他國同盟可以減少軍費需求，但是結盟不能光是搭便車，必須付出代價也進行實際貢獻，結盟行為只是降低國家防衛的維護費用。

## 反面意見
- 左派學者阿列克斯·卡利尼科斯認為軍事凱因斯主義本質就是一種隱晦的軍國主義，把消耗人命和殺人當成一種有價值的商業活動和商品，任由軍工業既得利益者和政客以別人的鮮血換自己的錢。